# LCT ONE
LCT ONE ist ein großvolumiges, achtgeschoßiges Holz-Hybrid-Gebäude in Dornbirn, Vorarlberg, Österreich. Das Gebäude war im Hinblick auf die Baukonstruktion in Holz-Hybrid-Ausführung in Österreich einzigartig, bis 2012/2013 ein weiteres Gebäude im Montafon (LCT TWO) gebaut wurde. Im Hinblick auf Bauform, Größe und Erscheinungsbild ist es bis heute das einzige achtgeschoßige Bauwerk in dieser Ausführung in Europa. Es zählt zu den höchsten Holzgebäuden Österreichs und war ein Prototyp für die hier verwendete Holz-Hybrid-Bauweise.

## Name
LCT leitet sich von LifeCycle Tower ab. Ein LifeCycle Tower ist ein Bauwerk, das eine um bis zu 90 % verbesserte CO2-Bilanz aufweisen soll. Das Gebäude besteht zum überwiegenden Teil aus dem nachwachsenden Rohstoff Holz und nur nachrangig aus Beton.
ONE bezieht sich darauf, dass es sich dabei weltweit um das erste Gebäude handeln soll, das in dieser Bauweise mit Hinblick auf die CO2-Bilanz bei Bau, Betrieb und auch Abbruch errichtet wurde (gemäß hierfür optimierter Lebenszykluskostenrechnung – Life-Cycle-Costing, LCC).

## Entwicklung, Planung und Realisierung
Die gesamte Planung für die Realisierung des LCT ONE wurde interdisziplinär mit mehreren Unternehmen aus den Bereichen Architektur, Statik, Haustechnik, Prozessmanagement und Anderen durchgeführt. Der Gedanke zur Realisierung baut auf einem Building Lifecycle Management auf und setzt die zuvor durchgeführte Gebäudedatenmodellierung (Building Information Modeling) in die Praxis um.

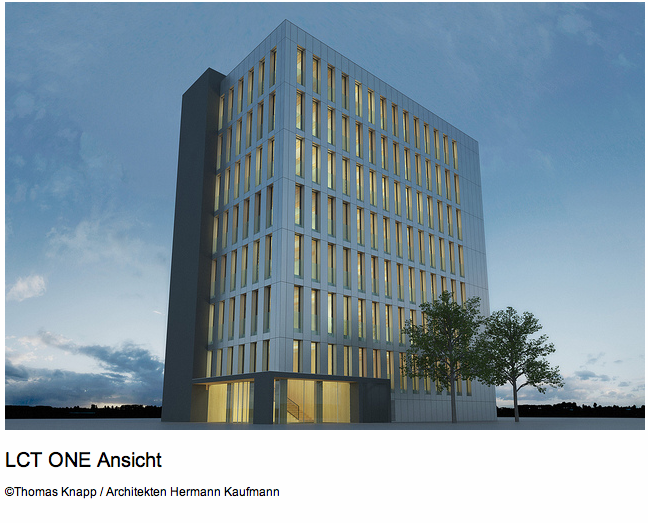
LCT ONE, Modellansicht

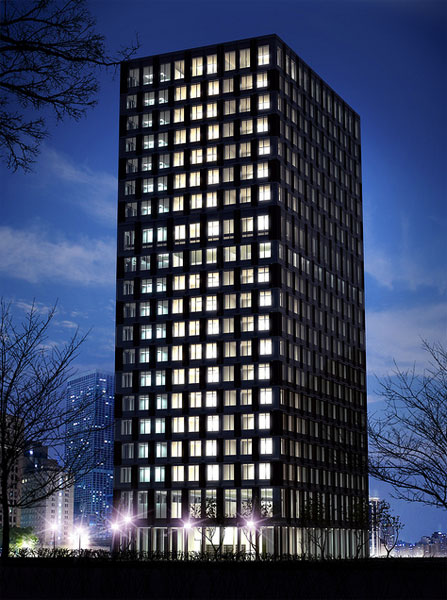
LifeCycle Tower, Modellansicht

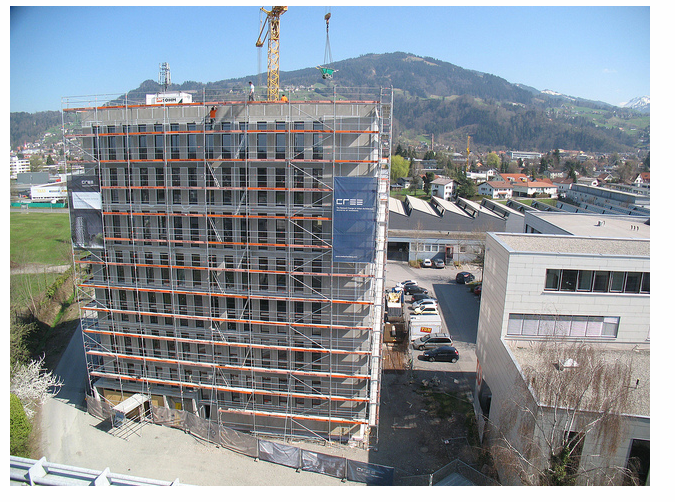
LCT ONE, Rohbau, Dornbirn

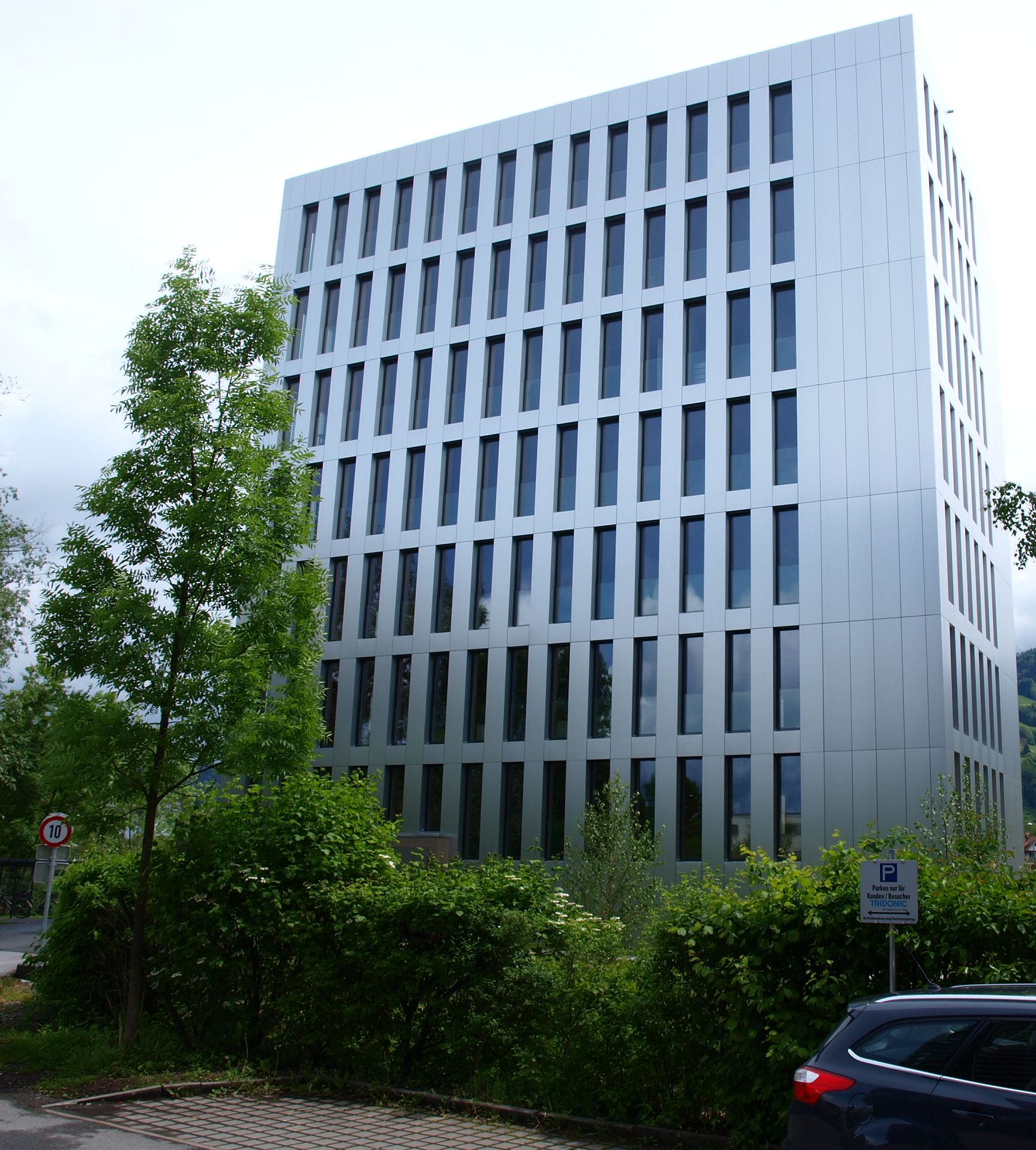
LCT ONE, fertiggestellt, Dornbirn

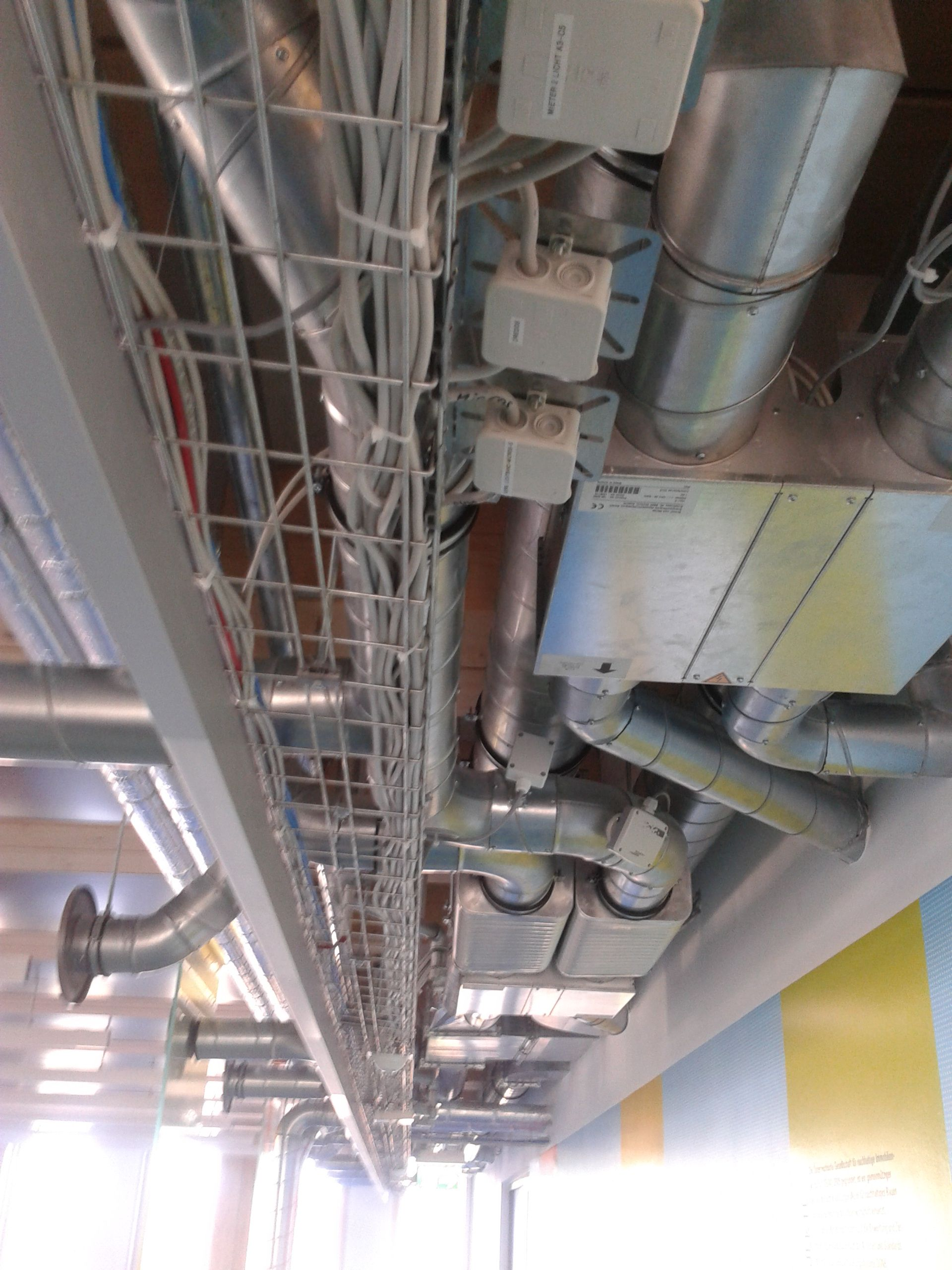
LCT ONE Demonstrations-Lüftungsauslässe und -technik im 2. Stock

Die wissenschaftliche Entwicklung des LifeCycle Towers begann im Jahre 2009 und wurde in drei Planungsphasen unterteilt:
- Im Forschungsprojekt „8+“ wurde die technische Machbarkeit eines Hochhauses, das überwiegend auf dem Baustoff Holz besteht, überprüft.
- Das anschließende Forschungsprojekt „LifeCycle Tower“ beschäftigte sich mit der technischen und wirtschaftlichen Systementwicklung.
- Die dritte Phase war die Planungs- und Ausführungsstufe für den LCT ONE.

Das Vorarlberger Bauunternehmen Cree GmbH entwickelte auf Basis dieser Ergebnisse eine Systembauweise (LCT-System) mit vorgefertigten Bauteilen. Mit dem Bau von LCT ONE wurde im September 2011 begonnen. Die Montage der vorgefertigten Holzmodule auf einem vorbereiteten Stahlbetonfundament dauerte acht Tage. Die rund um den betonierten Treppenhauskern, der aus Brandschutzgründen verwendet werden musste, angeordneten acht Geschoße wurden in 10 Tagen komplett wetterdicht montiert. Die Systembauweise konnte so unter realen Bedingungen getestet werden.
Anhand dieses Prototyps sollten die Vorteile des Gebäudekonzeptes, wie zum Beispiel:
- Ressourcen- und Energieeffizienz,
- deutlich verbesserte CO2-Bilanz,
- erheblich kürzere Bauzeit nach Baumeisterarbeiten,
- Möglichkeit der Serienfertigung usw.

praktisch dargestellt und einer breiten Öffentlichkeit vorgestellt werden.
LCT ONE wurde am 19. November 2012 offiziell eröffnet. Der Prototyp wird seit der Fertigstellung primär als Büro genutzt. Im Erdgeschoß und der ersten Etage besteht mit dem LifeCycle Hub (LC HUB) eine gesonderte Ausstellungsfläche, in deren Rahmen innovative, nachhaltige Projekte und Unternehmen präsentiert werden.
Der Bau des Prototyps LCT ONE wurde von der Österreichischen Forschungsförderungsgesellschaft (FFG), dem Bundesministerium für Verkehr, Innovation und Technologie (bmvit) und dem Land Vorarlberg unterstützt.

## Konstruktion
Das Holzhybridhaus besteht zum Großteil aus Holz. Es unterscheidet sich von anderen mehrgeschoßigen Holzbauten dadurch, dass die tragenden Elemente des Hauses, die modularen Holzkonstruktionen, nicht beplankt sind (siehe z. B. H8 (Holzhaus Bad Aibling)). Durch die im LCT ONE verwendete offene, nicht verkleidete Holz-Struktur, werden Ressourcen gespart und ist dies gleichzeitig ein wichtiger Teil des Brandschutzkonzepts und kann auch Teil der architektonischen Gestaltung sein.
Holz wurde beim LCT ONE als Holz-Hybrid-Gebäude dort eingesetzt, wo es technisch oder architektonisch Sinn macht. Ziel der Holz-Hybrid-Bauweise und des hierzu errichteten Prototyps LCT ONE war es, die Menge an Holz im Sinne einer nachhaltigen Bauweise sinnvoll zu nutzen, mit der ein Optimum an Ressourceneffizienz in Verbindung mit der entsprechenden und gewünschten Funktionalität erreicht werden kann und dies an einem praktischen Beispiel darzustellen. Daher rührt auch die Bezeichnung LifeCycle (deutsch: Lebenszyklus). Der Energiestandard eines LCT kann je nach Ausführung der Plusenergie-, Passivhaus- oder Niedrigenergietechnologie entsprechen.

## Technische Ausstattung des LCT ONE
LCT ONE ist ca. 24 Meter lang, ca. 13 Meter breit und ca. 27 Meter hoch. Auf 8 Stockwerken findet sich eine Gesamtgeschoßfläche von rund 2.500 m².

### Photovoltaik
Auf dem Dach des LCT ONE wurde eine nach Süden ausgerichtete, 20° aufgeständerte Photovoltaikanlage mit einer Spitzenleistung von 7,68 kWp errichtet (ausgeführt mit polykristallinen Modulen, Volleinspeisung).

### Heiz- und Kühlbedarf
Der Heiz- und Kühlbedarf des LCT ONE wird über hydraulische Leitungen in der Decke des jeweiligen Geschoßes bereitgestellt und kann individuell für jeden Raum bei Bedarf abgerufen werden. Ergänzt und optimiert wird dieser Heiz- und Kühlbedarf durch eine kontrollierte Be- und Entlüftung mit Rückgewinnung der Wärme/Kälte in einem Wärme-/Kältetauscher. Zusätzlich ist in jedem Raum die Möglichkeit vorgesehen, über Fenster/Türen Frischluft zuzuführen, wobei die Zufuhr von Wärme bzw. Kälte bei Öffnen der Fenster/Türen automatisch ausgeschaltet wird.
Der Wärmebedarf wird über eine Hackschnitzelheizanlage und ein Fernwärmenetz aus „Rhombergs Fabrik“ vom LCT ONE bezogen.

### Licht
Die Räume des LCT ONE sind mit großen natürlichen Lichteinlassöffnungen (Fenster und Türen in der Fassade) versehen, wobei zusätzlich darauf geachtet wurde, dass der Lichteinfall nicht durch andere bauliche Maßnahmen unnötig verringert wurde bzw. wird.
Die jeweiligen Räume können von den Nutzern zudem individuell und flexibel auch nachträglich mit Beleuchtungskörpern an die eigenen Bedürfnisse angepasst werden.
Jeder Raum und das gesamte Haus wird über eine intelligente Lichtsteuerung der Fa. Zumtobel geregelt und eingestellt, wobei auch hier manuelle Eingriffsmöglichkeiten je nach Bedarf bestehen. Primär folgt die Steuerung der aktuellen Helligkeits- und Wettersituation im Außenbereich.

### Beschattung
Über die Lichtsteuerung wird auch die Beschattung der einzelnen Räume geregelt, um eine unnötige Aufheizung der Räume durch Sonneneinstrahlung zu vermeiden.

## LCT TWO

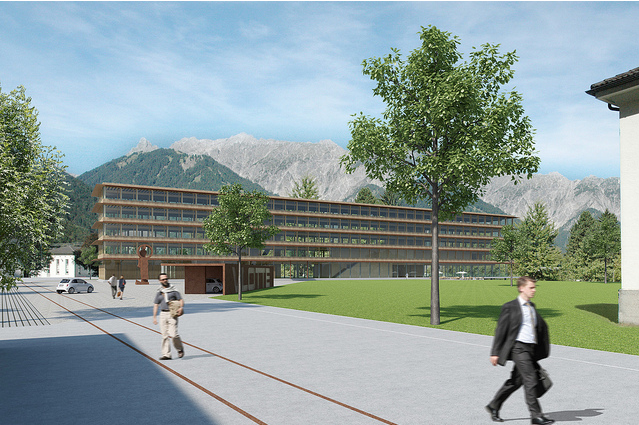
Illwerke Zentrum Montafon (IZM), Modellansicht

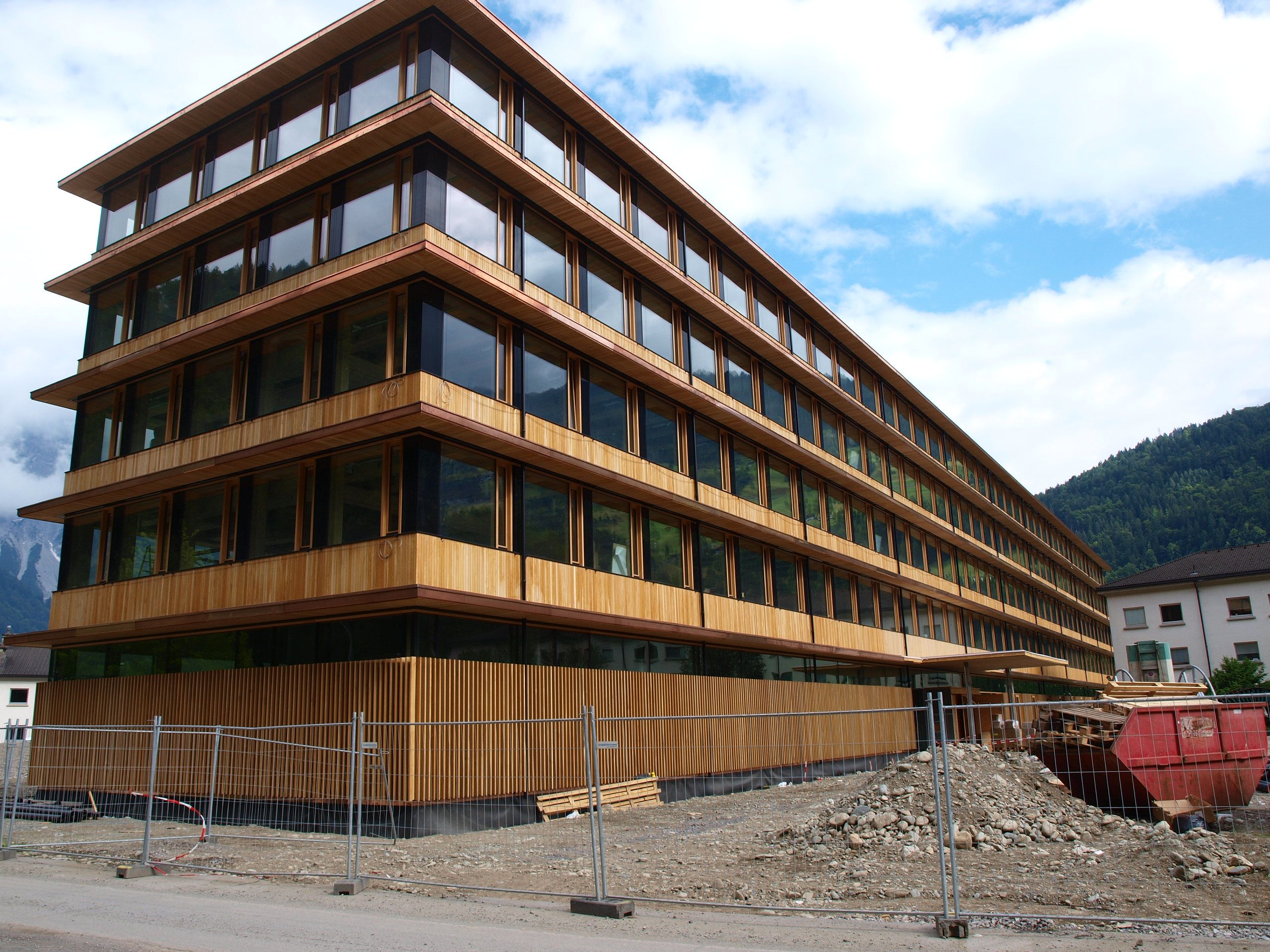
Illwerke Zentrum Montafon, LifeCycle Tower Two, in Bau

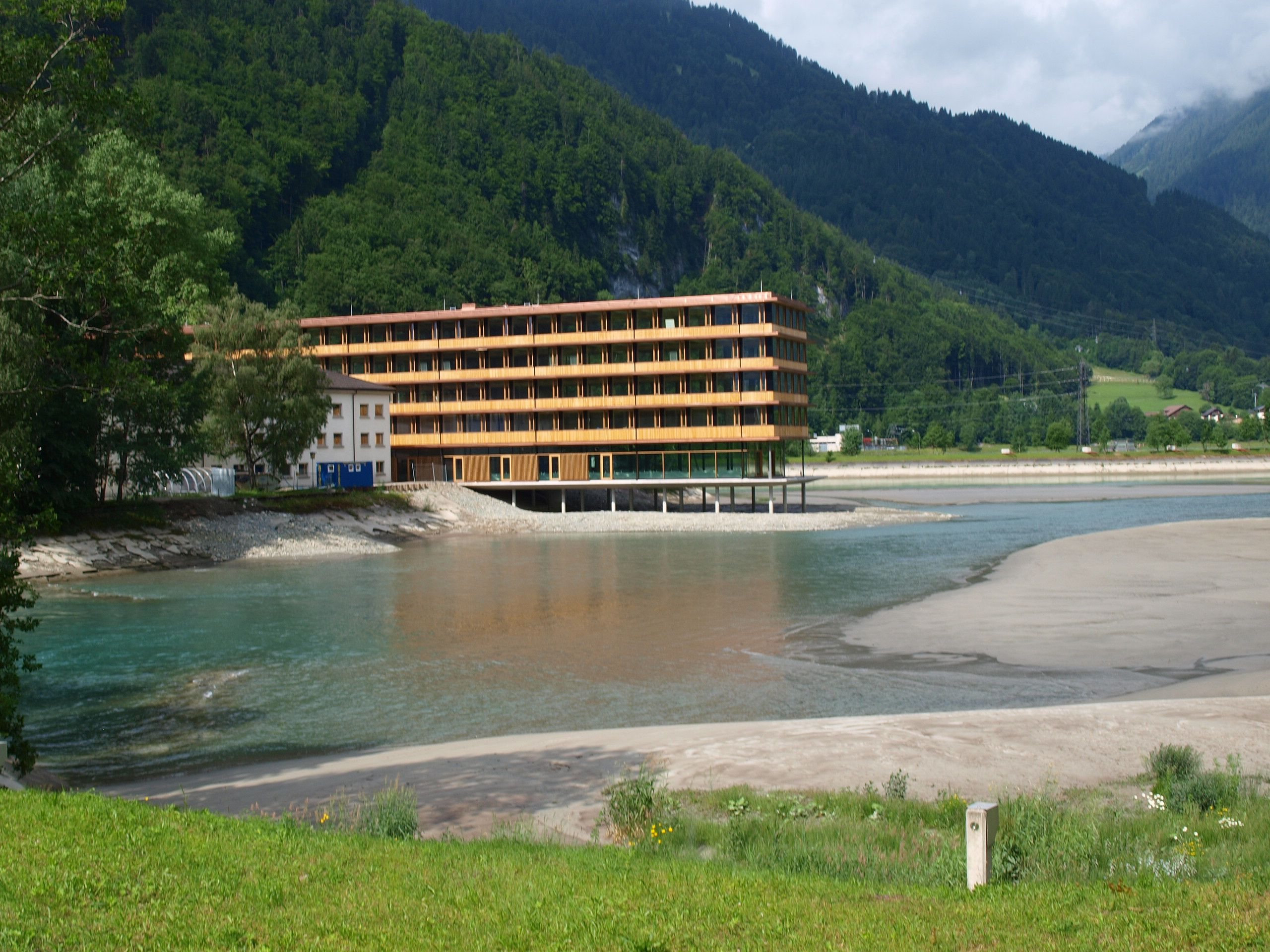
Ein Viertel des LCT TWO ragt in den Speichersee des Rodundwerkes hinein

Das zweite LCT in Systemfertigbauweise wurde im Zeitraum März 2012 (Spatenstich am 12. März 2012) bis Anfang Oktober 2013 errichtet. Es ist dies das neue Wasserkraft-Kompetenzzentrum der illwerke vkw AG in Vandans, Montafon (illwerke vkw zentrum montafon – izm). Dieses Büro- und Verwaltungsgebäude wurde als Green Building in Passivhausstandard errichtet. Es ist eine Stahlbetonkonstruktion im Untergeschoß und Erdgeschoß sowie in Erschließungskern, Holz-Hybrid-Bauweise in den anderen Obergeschoßen.
Viele Module des Gebäudes im LCT-System wurden auch hier ab Werk vorgefertigt und am Bauplatz in Vandans montiert. Auf fünf Geschoßen (+1 UG) sind 270 Arbeitsplätze installiert bei einer Bruttogeschoßfläche von 10.400 m² sowie 120 m Länge. Damit zählt dieses LCT Two derzeit zu den größten und nachhaltigsten Holz-Hybridbauten der Welt. Es wurden etwas über 30 Mio. EURO investiert.

### Heiz- und Kühlbedarf
Der Primärenergieverbrauch (PEV) des LCT Two liegt unter 190,3 kWh/m2/Jahr (Endenergiebedarf: 72,6 kWh/m2/Jahr; CO2: 30,3 kg/m2/Jahr). Der Heizwärmebedarf (HWB) bei 9,7 kWh/m²/Jahr und wird vollständig durch das Abwärmesystem des Rodundwerkes I gedeckt (über ein Wärmepumpensystem, 260 kW Wasser-Wasser, wird auch der Kühlbedarf von diesem Kraftwerk bezogen, 25,7 kWh/m2/Jahr).

### Auszeichnungen
LCT Two hat das Deutsche Gütesiegel für Nachhaltiges Bauen in Gold erhalten (ÖGNI) sowie den Staatspreis des BMFLFUW 2014 für Architektur und Nachhaltigkeit.

## LCT NEXT
Ein LifeCycle Tower in der hier im Prototyp LCT ONE verwendeten Holz-Hybrid-Bauweise soll nach derzeitigem Kenntnisstand bis zu einer Höhe von 100 Metern und mit bis zu 30 Stockwerken errichtet werden können.
LCT NEXT ist die Bezeichnung für die Planung von Gebäuden mit vorgefertigten Holz-Hybrid-Elementen, wobei NEXT einen Platzhalter darstellt. Dadurch soll es zukünftig möglich sein, Bauplanung und -vorbereitung zu industrialisieren. Dadurch sollen bis zu 100 Meter hohe Gebäude aus Holz standardmäßig innerhalb kürzester Zeit geplant, produziert und zusammengebaut bzw. montiert werden können. In diesen Gebäuden sollen u. a. alle elektrischen Komponenten, die eine maßgebliche Funktion und Aufgabe haben, mit einer IP-Adresse ausgestattet werden. Dadurch soll es möglich sein, die Funktionen (von 3D-Gebäudemodellen bis 7D-Facility-Management-Informationen) im digitalen Twin zu duplizieren und zu simulieren.

## Life-Cycle-Management-Bauweise
Die Donau-Universität Krems bietet einen Lehrgang in „Life Cycle Management-Bau“ an. In diesem werden als Lehrinhalte das benötigte professionelle Management für zukunftsweisende Bauvorhaben vermittelt verbunden mit „vernetztem technischen Fachwissen, sozialer Kompetenz und fundierten Management-Skills“. Der Lehrgang über 20 Module vermittelt wesentlichen Fragen, „die ein Projektmanager für Bauprojekte zukünftig zu beantworten hat, wenn er nachhaltige Bauprojekte erfolgreich entwickeln und umsetzen will.“ Der Lehrgang wird mit dem Master of Science (MSc) abgeschlossen.
Das Institut für Industrielle Bauproduktion (ifib) wurde in „Building Lifecycle Management“ (BLM) umbenannt und beschäftigt sich in Forschung und Lehre mit der Konzeption, Entwicklung und Anwendung computergestützter Methoden und Werkzeuge zur Realisierung eines integrierten Building Lifecycle Managements.

## Cree GmbH
Die Cree GmbH (Creative Resource & Energy Efficiency) ist ein im Dezember 2010 gegründetes Bauunternehmen mit Sitz in Bregenz, Österreich. Die Gesellschaft setzt sich aus drei Anteilseignern, der Rhomberg Gruppe, der Signa Holding GmbH und der RIMO Privatstiftung zusammen.
Das Know-how von Cree GmbH in Bezug auf diese Bauweise ist lizenziert.

## Auszeichnungen für die Idee und das Projekt
- 2014, Kyocera-Umweltpreis in der Kategorie „Arbeits- und Bürowelt“;[16]
- 2013, Innovationspreis des Interessensverbandes der deutschen Handelsimmobilienwirtschaft, Erster europäischer Innovationspreis Handel in der Kategorie „Innenstadt“ an Cree GmbH. und Hermann Kaufmann;
- 2013, Immobilienmanager.AWARDS 2013, in der Kategorie Nachhaltigkeit für den Lifecycle Tower an die Cree GmbH.;
- 2013, Sustainability Entrepreneurship Awards (sea)  in der Kategorie „Klima, Umwelt und Energie“ für den Lifecycle Tower an die Cree GmbH.;
- 2012, European Environmental Press Award in Gold (EEP Award) für den Lifecycle Tower an die Cree GmbH.;
- 2012, Vorarlberger Innovationspreis für den Lifecycle Tower an die Cree GmbH.;
- 2012, SOLID Bautech Preis in der Kategorie Innovation für den LCT ONE an die Cree GmbH.;
- 2012, Nominierung der Cree GmbH für den Staatspreis Innovation des österreichischen Bundesministeriums für Wirtschaft, Familie und Jugend für den Lifecycle Tower;
- 2011, Hubert Rhomberg erhält den Energy Globe Vorarlberg 2011 für den Lifecycle Tower von Cree GmbH.;
- 2011, Cree GmbH erhält den Bregenzer Zukunftspreis für die Idee Lifecycle Tower;
- 2011, Nominierung der Cree GmbH für den Success For Future Award (Schüco Green Building Award).
- Broschüre Staatspreis 2010 (PDF; 2,3 MB)
- Nominierung für den Staatspreis
- Staatspreis für Umwelt und Energietechnologie 2010 für vorbildliche Unternehmen
- LifeCycle Tower erhält Zukunftspreis der Stadt Bregenz
- Heute ein Preis für morgen: Zukunftspreis der Stadt Bregenz

## Publikationen zum LifeCycle Tower
- Eugen Christanell, Holzhochhaus : eine vergleichende Betrachtung mit der konventionellen Massivbauweise unter Wind- und Erdbebenbeanspruchung, Wien 2015, Technische Universität Wien, Diplomarbeit (online), S. 17 ff
- Robert Lechner, Bernhard Lipp, Beate Lubitz-Prohaska, Tobias Steiner, Ulrike Weberin: NACHHALTIGES BAUEN IN ÖSTERREICH Weißbuch 2015, (Hg) Österreichisches Ökologie-Institut in Kooperation mit IBO – Österreichisches Institut für Bauen und Ökologie GmbH, S. 31 ff. Der erste Lifecycle Tower der Welt
- LifeCycle Tower: Start im September (Holzmagazin)
- Arup über das LifeCycle Tower-Projekt
- Die neue, nachhaltige Art zu bauen
- CREE Buildings Sustainable Tall Wood Building System Arrives in U.S., with San Francisco Office and GreenBuild 2012 Exhibit (PR Newswire)
- LifeCycle Tower One. Neubau Büro- und Verwaltungsgebäude in Online-Artikel der „Österreichischen Gesellschaft für Nachhaltige Immobilienwirtschaft“
- LifeCycle Tower: Hoch hinaus in Modulbau in immonet.at
- LifeCycleTower ONE in architektur vorORT vom 11. Mai 2012 (online)
- Matador für große Menschen in der Standard (online) vom 23. November 2012
- LifeCycle Tower Energieeffizientes Holzhochhaus mit bis zu 20 Geschoßen in Systembauweise, Publikation des österreichischen Bundesministeriums für Verkehr, Innovation und Technologie.
- Der Schlüssel zum Hochhaus in pro:Holz (März 2012)